# Mariakyrkan, Fredrikshamn

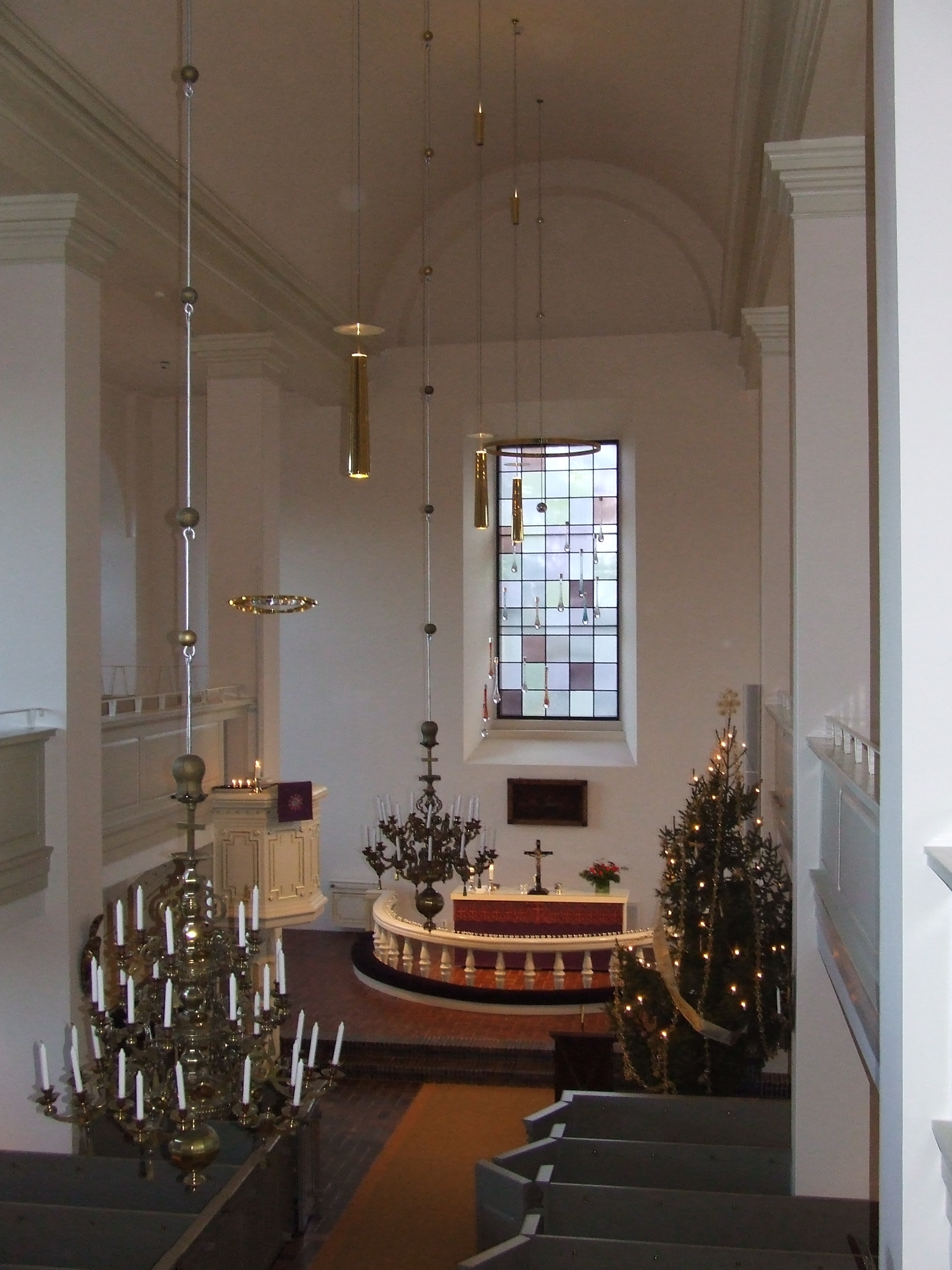
Interiör

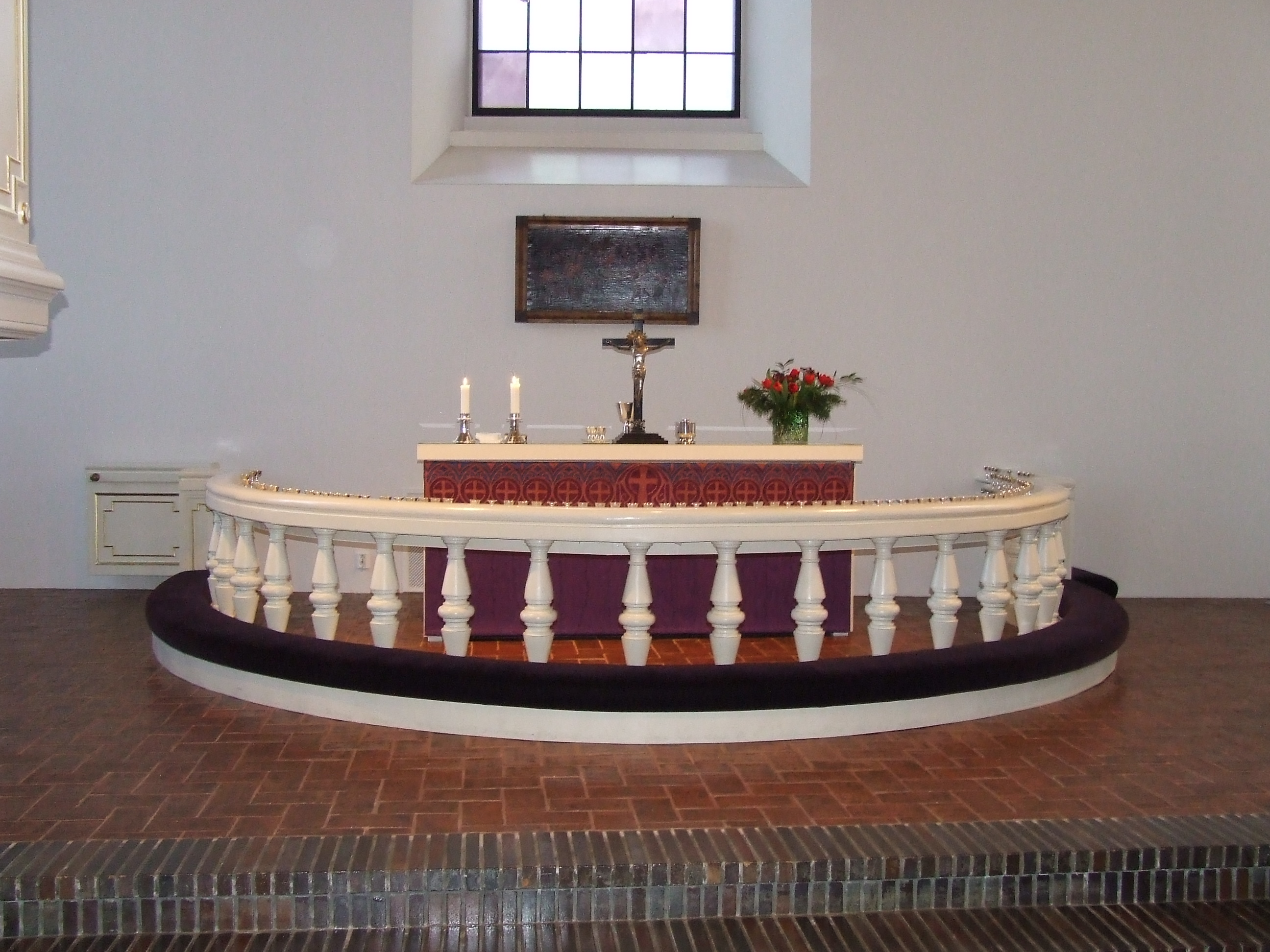
Altaret

Mariakyrkan, tidigare Veckelax kyrka, är en kyrkobyggnad i Fredrikshamn i landskapet Kymmenedalen i Finland. Kyrkan är huvudkyrka för Fredrikshamns församling.
Mariakyrkan har anor från 1300-talet, men den nuvarande byggnaden byggdes under 1820-talet efter ritningar av Carl Ludvig Engel. Kyrkan renoverades 1963 av Veikko Leistén och rymmer omkring 550 personer.